# Auguste Girardin
Pour les articles homonymes, voir Girardin.
Auguste Girardin, né le 3 février 1830 à Rochefort-sur-Mer (Charente-Inférieure) et mort le 27 octobre 1915 à L'Isle-d'Espagnac (Charente), est un homme politique français.

## Biographie
Directeur de la librairie des facultés à Poitiers, il est l'un des promoteurs de la ligue de l'enseignement de Jean Macé, et l'un des animateurs du parti républicain dans la Vienne. Conseiller d'arrondissement en 1896 puis président du conseil d'arrondissement en 1898, il est maire de Poitiers en 1898 et député de la Vienne de 1900 à 1902, siégeant sur les bancs radicaux. Après sa défaite en 1902, il reprend ses fonctions de conservateur de la bibliothèque de l'université de Poitiers.

## Sources
- « Auguste Girardin », dans le Dictionnaire des parlementaires français (1889-1940), sous la direction de Jean Jolly, PUF, 1960 [détail de l’édition]